# Fanny Morweiser
Fanny Morweiser (* 11. März 1940 in Ludwigshafen am Rhein; † 18. August 2014 in Mosbach) war eine deutsche Schriftstellerin.

## Lebenslauf
Fanny Morweiser, geborene Plötz, war die Tochter eines Chemikers. Sie besuchte in Ludwigshafen das damalige „Alt- und Neusprachliche Gymnasium an der Bismarckstraße“ und studierte anschließend an der Freien Kunstakademie Mannheim die Hauptfächer Zeichnen, Malen und Bildhauerei mit dem Ziel, Bücher zu illustrieren. Als sie einem Verlag einige Zeichnungen schickte, denen sie den Text des noch zu schreibenden Buchs beifügte, kamen diese zwar weniger an, aber der Text gefiel. Aus ihm wurde 1971 ihr erster Roman Lalu lalula, arme kleine Ophelia, der im Herbst 1971 beim Diogenes Verlag erschien. Das Buch erregte damals viel Aufmerksamkeit in der deutschsprachigen Presse und selbst Der Spiegel stellte die Autorin in einem größeren Beitrag seinen Lesern vor. Im Laufe der folgenden Jahrzehnte verfasste Fanny Morweiser weitere Romane und Kurzgeschichten. Ihr Gesamtwerk umfasst dreizehn Bände.
Neben ihrer schriftstellerischen Arbeit war Fanny Morweiser als bildende Künstlerin in Mosbach tätig. Morweisers Ehemann Christian Morweiser war Richter am Landgericht Mosbach. Fanny Morweiser starb nach schwerer Krankheit im August 2014.

## Werke
- Lalu lalula, arme kleine Ophelia. Eine unheimliche Liebesgeschichte (detebe; 20608). Diogenes, Zürich 1971, ISBN 3-257-20608-9.
- La vie en rose. Ein romantischer Roman (detebe; 20609). Diogenes, Zürich 1973, ISBN 3-257-20609-7.
- Indianer-Leo und andere Geschichten aus dem Wilden Westdeutschland (detebe; 20799). Diogenes, Zürich 1980, ISBN 3-257-20799-9.
- Die Kürbisdame. Eine Kleinstadt-Trilogie; Erzählungen (detebe; 20758). Diogenes, Zürich 1982, ISBN 3-257-20758-1.
- Ein Sommer in Davids Haus. Roman (detebe; 21059). Diogenes, Zürich 1983, ISBN 3-257-21059-0.
- O Rosa. Ein melancholischer Roman (detebe; 21280). Diogenes, Zürich 1985, ISBN 3-257-21280-1.
- Voodoo-Emmi. Erzählungen (detebe; 21541). Diogenes, Zürich 1987, ISBN 3-257-21541-X.
- Ein Winter ohne Schnee; Roman (detebe; 21693). Diogenes, Zürich 1989, ISBN 3-257-21693-9.
- Das Medium. Roman (detebe; 22649). Diogenes, Zürich 1993, ISBN 3-257-22649-7.
- Der Taxitänzer. Erzählungen (detebe; 23297). Diogenes, Zürich 2001, ISBN 3-257-23297-7.
- Schwarze Tulpe. Roman (detebe; 23359). Diogenes, Zürich 2003, ISBN 3-257-23359-0.
- Deidesheimer Elegie oder Wie man keinen Krimi schreibt. Erzählung. Pfälzer Kunst Blinn, Landau/Pfalz 2004, ISBN 3-922580-97-1.
- Un joli garçon. Roman (detebe; 23778). Diogenes, Zürich 2009, ISBN 978-3-257-23778-8.

Beiträge (Kurzgeschichten) in Anthologien, Zeitschriften und Zeitungen:
- Frau Delanos schenkt William ein Haus voller Licht und Lametta. In: Die Welt vom 24. Dezember 1987.
- Jasper macht eine Reise in das Eidechsenland. In: Die Welt vom 15. Oktober 1988.
- Olgas Rache. In: Unser Land – Heimatkalender für Neckartal, Odenwald, Bauland und Kraichgau 1988. S. 42–48, mit Illustration von Fanny Morweiser (S. 47); (Erstabdruck 1986 in Brigitte 21/86 und im Band Voodoo-Emmi unter dem Titel Blindekuh nachgedruckt).
- Der Grüne Hund. In: Tintenfaß – Das Magazin für den überforderten Intellektuellen. 27 (2003), S. 88–112.
- Loge im Welttheater – Fanny Morweiser über Freiheit und Toleranz im Jungbusch. In: Mannheim 400, Mannheim 2007, S. 13–15 (Zur Entstehungsgeschichte des Romans Un joli garçon).
- So war das mit Herrn Taube. In: Lisa Kuppler (Hrsg.): Tödlichs Blechle. Hamburg 2006, S. 139–151.
- Emma. In: Lisa Kuppler (Hrsg.): A Schwob, a Mord. Hamburg 2008, S. 98–118.
- Das Haus am Berg. In: SOKO Metropolregion Rhein-Neckar (Hrsg.): Mörderischer Erfindergeist. Meßkirchen 2011, S. 147–182.

## Würdigung und Auszeichnungen
Die Autorin erfuhr auch außerhalb des deutschen Sprachraums Anerkennung. Ihre ersten beiden Romane wurden Mitte der 1970er Jahre ins Polnische übersetzt. Einige ihrer Kurzgeschichten aus dem Sammelband Der Taxitänzer erschienen Ende der 90er Jahre in verschiedenen amerikanischen und kanadischen Literaturjahrbüchern. Im Jahre 2002 wurde Fanny Morweiser von der „Stiftung zur Förderung der Literatur in der Pfalz“ für zwei Jahre das Amt der „Deidesheimer Turmschreiberin“ übertragen.

## Verfilmungen
- Das Frettchen. Fernsehspiel (Erzählung aus dem Band „Indianer-Leo“). Bayerischer Rundfunk 1980, Regisseur Guy Kubli. Mit Kyra Mladek, Erika Wackernagel, Michael Gahr, Volker Hagen, Anja Miller, u. a.
- Das Königsstechen. Fernsehspiel (Erzählung aus dem Band „Die Kürbisdame“). ZDF 1986, Regie: Gedeon Kovács. Drehbuch: Thomas Strittmatter. Mit Manfred Steffen, Georg Lehn, Sigfrit Steiner, Trude Breitschopf, Siegfried Kernen, Lisa Helwig, Hans Madin, u. a.